# Thammikarath
Thammikarath d'abord connu sous le nom de Volavongsa II (né en 1585 mort en 1622) de son nom complet  Samdach Brhat-Anya Chao Vara Varman Dharmika Raja Jaya Sri Sadhana Kanayudha [Volavongsa], fut roi du royaume de  Lan Xang de 1596 à 1622

## Biographie
Il est le fils de la princesse Dharmagayi, la fille cadet du roi  Photisarath Ier et de son époux Brhat Varapitra [Vorapita]. D'abord connu sous le nom de  Samdach Brhat-Anya Chao Maha Uparaja il est porté au trône par la noblesse en 1596 après la mort de son cousin  Nokeo Koumone sous le nom de  Vorouvongsa II. Comme il n'est âgé que d'une dizaine d'années la régence du royaume est confié à son père. Le jeune roi est capturé par un parti de rebelles loyalistes qui le proclament souverain de plein droit en 1599. Il se réconcilie ensuite avec son père qui renonce à sa régence et il est couronné en 1603 sous le nom de règne de « Vara Varman Dharmika Raja Jaya »  ou Thammikarath c'est-à-dire « Roi conforme à la Loi ».
Le nouveau souverain  établit en 1600 le siège de son pouvoir à Muang Kun, en dehors de Luang Prabang et restaure l'indépendance de son royaume qu'il détache la suzeraineté de la Birmanie. Jaloux du prestige de son fils aîné et héritier qui s'impliquait trop à son gout dans le gouvernement du royaume il le traite en rebelle mais il est déposé en 1621 par ce fils  anonyme uniquement connu par son titre « Upanyuvarath » c'est-à-dire « Prince héritier » ou « Vice roi » qui le fait mettre à mort l'année suivante

Thammikarath épouse plusieurs femmes dont en 1596, Nang Kaen, une précédente épouse de son père, Brhat Varapitra [Vorapita], il est le père de cinq fils dont: Upanyuvarath et Mon Keo.